# Thibault Brunet
Pour les articles homonymes, voir Brunet.
 (août 2021).
La mise en forme du texte ne suit pas les recommandations de Wikipédia : il faut le « wikifier ».
Les points d'amélioration suivants sont les cas les plus fréquents :
- Les titres sont pré-formatés par le logiciel. Ils ne sont ni en capitales, ni en gras.
- Le texte ne doit pas être écrit en capitales (les noms de famille non plus), ni en gras, ni en italique, ni en « petit »…
- Le gras n'est utilisé que pour surligner le titre de l'article dans l'introduction, une seule fois.
- L'italique est rarement utilisé : mots en langue étrangère, titres d'œuvres, noms de bateaux, etc.
- Les citations ne sont pas en italique mais en corps de texte normal. Elles sont entourées par des guillemets français : « et ».
- Les listes à puces sont à éviter, des paragraphes rédigés étant largement préférés. Les tableaux sont à réserver à la présentation de données structurées (résultats, etc.).
- Les appels de note de bas de page (petits chiffres en exposant, introduits par l'outil «  Source ») sont à placer entre la fin de phrase et le point final[comme ça].
- Les liens internes (vers d'autres articles de Wikipédia) sont à choisir avec parcimonie. Créez des liens vers des articles approfondissant le sujet. Les termes génériques sans rapport avec le sujet sont à éviter, ainsi que les répétitions de liens vers un même terme.
- Les liens externes sont à placer uniquement dans une section « Liens externes », à la fin de l'article. Ces liens sont à choisir avec parcimonie suivant les règles définies. Si un lien sert de source à l'article, son insertion dans le texte est à faire par les notes de bas de page.
- La présentation des références doit suivre les conventions bibliographiques. Il est recommandé d'utiliser les modèles {{Ouvrage}}, {{Chapitre}}, {{Article}}, {{Lien web}} et/ou {{Bibliographie}}. Le mode d'édition visuel peut mettre en forme automatiquement les références.
- Insérer une infobox (cadre d'informations à droite) n'est pas obligatoire pour parachever la mise en page.

Pour une aide détaillée, merci de consulter Aide:Wikification.
Si vous pensez que ces points ont été résolus, vous pouvez retirer ce bandeau et améliorer la mise en forme d'un autre article.
Thibault Brunet est un artiste français, né en 1982, dont l'œuvre explore et remet en question les limites entre les univers virtuels et le monde réel.

## Biographie
Diplômé en 2007 de l'École supérieure des beaux-arts de Nîmes, Thibault Brunet s'est fait connaître dès 2008 grâce à ses études photographiques de paysages réalisées à l'intérieur de jeux vidéo (série « Vice City », 2013).

## Œuvre
Depuis ses débuts, la recherche de Thibault Brunet s’appuie sur le numérique pour questionner notre relation à la virtualité : il a étudié les paysages de jeux vidéo (Vice City, 2013), catalogué l’architecture du territoire français sur Google Earth (Typologie du Virtuel, 2014) et s’est inspiré des missions photographiques pour proposer des images proches de la modélisation (Territoires Circonscrits, 2017).
Plus récemment, il a produit un ouvrage hors norme dont la tranche sculptée reprend point par point les reliefs d’une falaise déployée sur des milliers de pages (Ault, 2019). La même année, il a modélisé en 3D l'architecture de villes syriennes ravagées par la guerre, à partir de vidéos diffusées par les médias (Boîte noire, 2019).
Dans la continuité de cette recherche, il a développé le projet Minecraft Explorer (2020-2021), dans lequel il met à l’épreuve les modalités d’interaction entre mondes réel et virtuel, et fait dialoguer démarches scientifique et artistique en appliquant la méthode scientifique à un univers immatériel.

## Prix, résidences, bourses
- Révélation Livre d’artiste MAD/ADAGP[1],[2], projet "Ault" réalisé avec l'éditeur Mille Cailloux (2019)
- Lauréat du prix Jane Phillips à Swansea (2019)
- Lauréat résidence « Étant donné », Institut français et CPGA (2018)[3]
- Premier prix « artiste émergent » PhotoLondon John Kobal Residency (2016)[4]
- Lauréat prix du public Science Po pour l’Art Contemporain, Paris (2014)[5]
- Lauréat prix Carte Blanche PMU/Le Bal[6],[7],[8],[9], Paris (2014)
- Lauréat prix Coup de Cœur Art-Collector, Jeune Création, Paris (2014)[10]
- Bourse ACME délivrée par Arcadi (2014)
- FOAM Talent[11], Amsterdam (2013)
- Lauréat Bourse du Talent, BnF, Paris (2012)
- Finaliste prix Aperture Foundation, New-York (2012)
- [reGeneration2], Musée de l'Elysée, Lausanne (2011)

## Expositions

### Expositions personnelles
- "La peau du monde", galerie Binôme, Paris (2020)
- "Ault", ADAGP, Paris (2020)
- "Boîte Noire", galerie Binôme, Paris (2019)
- "Soleil Noir", Cercle Cité[12], Luxembourg (2019)
- Musée des Beaux-arts du Locle[13], Suisse (2018)
- Centre d’art La Halle, Pont-en-Royans, France (2017)
- Fondation Suñol, Barcelone, Espagne (2015)
- Carte Blanche PMU, Le Bal, Paris (2015)
- Mois de la Photographie, "Vice City", galerie Binôme, Paris (2013)
- EMOP, "Vice City", Computer Spiele Museumn, Berlin, Allemagne (2012)

### Expositions collectives
- "Un parfum d'aventure"[14], MacLyon (2021)
- " Paysages Français"[15], BnF, Paris, avec le collectif France(s) Territoire Liquide (2018)
- "Ego und Avatar", Gebert Foundation for Culture, Alte Fabrik, Rapperswil-Jona, Suisse (2018)
- "Imprimer le monde", Centre national d’art et de culture, Georges-Pompidou, Paris (2017)
- "France(s) Territoire liquide", Musée d’art moderne MAMM, Medellìn, Colombie (2017)
- "Matin-Midi-Soir", Galerie RueVisconti, Paris (2016)
- "Passage2", Spinnerei, Leipzig, Allemagne (2016)
- "Conséquences", Biennale Némo, Maison Populaire, Montreuil, France (2016)
- "Passage", Focus Biennale de Lyon, Capitainerie, France (2015)
- Art-collector, Coup de Cœur, Le Patio, Paris (2015)
- "France(s) Territoire Liquide", CCAM, Nancy, France (2015)
- Jeune Création, 104, Paris (2014)
- "La belle échappée", Château des Adhémar, Montélimar (2014)
- "France France(s) Territoire Liquide", Tri Postal, Lille, France (2014)
- Prix Science Po pour l’Art Contemporain, Paris (2014)
- "Rendez-vous 13", Institut d'Art Contemporain de Villeurbanne[16], France (2013)
- Foam Talents, Unseen photo fair, Amsterdam, Pays-Bas (2013)
- "Obsessions", La Filature scène nationale, Mulhouse (2012)

## Galeries
Galerie Binôme à Paris et Heinzer Reszler à Lausanne.